# Vasili Titov
Vasili Polikárpovich Titov (en ruso: Василий Поликарпович Титов, ca. 1650-ca. 1715) fue un cantante y compositor ruso, uno de los maestros de la “Part Song”. 

## Biografía y Carrera
No existen datos exactos sobre el nacimiento y la muerte del compositor, pero se cree que nació en la sexta década del siglo XVII. Entró en la Capilla de la Corte de San Petersburgo en los años 1670. La primera referencia documental se encuentra en documentos fechados en 1678. Al llegar la siguiente década, Titov se convirtió en un compositor bastante conocido, cuando en 1686 dio a conocer la elaboración a tres voces de los salmos de Simeón Polotski. Por esas fechas se convierte en cantor de la capilla de Ivan V, y sigue en el puesto hasta que se disuelve el coro, en el año 1698. No se han encontrado datos fidedignos sobre la vida ulterior de Titov. Se sabe, que en la primera ´década del siglo XVIII Titov todavía estaba vivo, ya que se ha conservado su música dedicada al triunfo ruso en la Batalla de Poltava en 1709. Probablemente murió en 1710-1715.

Después de la muerte de Titov, las preferencias musicales cambiaron, por lo que su música y la tradición que él representaba fueron prácticamente olvidados. De toda su música seguían interpretándose los policrónicos de la iglesia ortodoxa oriental y las iglesias que siguen al rito bizantino, aunque después de la Revolución de Octubre dejan de interpretarse incluso estas obras. Se conoce que la obra Mnogaya leta y Bol´shoe mnogoletie fueron de las pocas obras que se interpretaban hasta la Revolución, quizá por la polifonía más simple que corresponde en alguna manera a las ideas del clasicismo musical. Lo característico de las texturas de sus obras es el elemento llamado variantnos, la unión de los motivos melódicos por alteración continua, que es muy típico en la tradición folklórica rusa polifónica.
En el último cuarto del siglo XX con la vuelta del interés hacia la música espiritual rusa se recuerda la composición de Titov y poco a poco renace el interés hacia su obra, aunque no obtiene mucha importancia.
Titov fue conocido en su tiempo como uno de los maestros de música sacra, autor de un gran número de conciertos polifónicos y música litúrgica (24 partes en cada obra), cantos y otras obras que pertenecen estilísticamente a la “Part Song”. Otra influencia importante que se nota en la obra de Titov es el Canto Znamenny; Titov tiene obras basadas en ese tipo de canto, que es muy típico en la iglesia Ortodoxa rusa. 
Titov escribió más de 200 composiciones de música vocal, Sluzhby Bozhie, conciertos vocales para el Oficio Divino. En las composiciones de Titov el texto es el elemento clave de la obra, ya que es el que define la línea melódica, a veces imitando el significado de la palabra con aspecto melódico. El lenguaje musical es en su mayoría tonal, las líneas melódicas básicamente son tratadas de manera horizontal, con mucha ornamentación motívica.

## Obras principales
- Psaltïr' rifmovannaya  (Псалтырь рифмованная or Псалтырь римфотворная, 1686), para 3 voces
- Zadostoynik  (Задостойник), himno festivo
- Mesyatseslov  (Месяцеслов), para 3 voces
- O divnoye chudo  (О дивное чудо, O Marvellous Wonder), 8 voces
- Mnogaya leta  (Многая лета), para 3 y 6 voces